# Campeonato Paranaense de Futsal de 2007
O Campeonato Paranaense de Futsal de 2007 - Campeonato Paranaense de Futsal, cujo nome usual é Chave Ouro, foi a 13ª edição da mais importante competição da modalidade no estado, sua organização é de competência da Federação Paranaense de Futsal. 
A edição 2007, foi decidida em 3 jogos entre o Umuarama  e a equipe do Cascavel, sendo que o título ficou para o clube umuaramense.

## Tabela Primeira Fase
| 1  | Atlético Pato Branquense | 39 | 15 | 13 | 0 | 2  |  | Classificados para a Segunda Fase |
| 2  | Copagril Futsal          | 39 | 15 | 12 | 3 | 1  |  | Classificados para a Segunda Fase |
| 3  | Cascavel                 | 33 | 15 | 11 | 0 | 4  |  | Classificados para a Segunda Fase |
| 4  | Umuarama Futsal          | 29 | 15 | 9  | 2 | 4  |  | Classificados para a Segunda Fase |
| 5  | São Lucas Paranavaí      | 28 | 15 | 8  | 4 | 3  |  | Classificados para a Segunda Fase |
| 6  | Ciagym Maringá           | 24 | 15 | 7  | 3 | 5  |  | Classificados para a Segunda Fase |
| 7  | Toledo Futsal            | 24 | 15 | 7  | 3 | 5  |  | Classificados para a Segunda Fase |
| 8  | Santa Paula              | 22 | 15 | 6  | 4 | 5  |  | Classificados para a Segunda Fase |
| 9  | União Beltrão            | 22 | 15 | 7  | 1 | 7  |  | Classificados para a Segunda Fase |
| 10 | Imperium                 | 18 | 15 | 6  | 0 | 9  |  | Classificados para a Segunda Fase |
| 11 | Costa Oeste              | 23 | 15 | 7  | 2 | 6  |  | Classificados para a Segunda Fase |
| 12 | C.A.F.E Cianorte Futsal  | 15 | 15 | 4  | 3 | 8  |  | Classificados para a Segunda Fase |
| 13 | Campo Mourão Futsal      | 11 | 15 | 3  | 2 | 11 |  | Eliminados                        |
| 14 | Palotina Futsal          | 8  | 15 | 1  | 5 | 9  |  | Eliminados                        |
| 15 | Matelândia Futsal        | 6  | 15 | 1  | 3 | 11 |  | Eliminados                        |
| 16 | Palmas Futsal            | 5  | 15 | 1  | 2 | 12 |  | Eliminados                        |

### Confrontos
|                        | APA | CAM  | CAS | COP | COS  | GUA | PAL | CIA  | MAR  | UNI  | PAT | MAT  | SLU  | TOL  | UMU | SPA |
| ---------------------- | --- | ---- | --- | --- | ---- | --- | --- | ---- | ---- | ---- | --- | ---- | ---- | ---- | --- | --- |
| Associação Palotinense | —   | 3–0* | ... | ... | 2–3* | ... | ... | 3-0* | 3-6* | 1–1* | ... | 3–3* | 2-3* | 3-5* | ... | ... |
| Campo Mourão           | ... | —    | ... | ... | 1–3  | 5–4 | ... | ...  | 2–2  | 2–5  | 3–4 | ...  | 1–4  | 7–7  | ... | ... |
| Cascavel               | 3–1 | 10–2 | —   | ... | ...  | 5–3 | ... | ...  | 6-0  | 6–2  | 4–3 | ...  | 3–2  | ...  | 4-3 | ... |
| Copagril               | 3-2 | 8-1  | 5-2 | —   | 7-6  | ... | 9-2 | 4–3  | ...  | ...  | 4-2 | ...  | ...  | ...  | ... | 6–3 |
| Costa Oeste            | ... | ...  | 1–2 | 4-2 | —    | ... | 5-3 | ...  | ...  | 2–3  | 5–6 | 4-2  | 2-2  | ...  | ... | ... |
| Guarapuava             | 6-1 | ...  | ... | 1-2 | 4-2  | —   | ... | 1-0  | ...  | ...  | 3-7 | 4-2  | ...  | 3-0  | ... | 2-3 |
| Palmas                 | 2–2 | 4-5  | 2-4 | ... | ...  | 3-6 | —   | ...  | ...  | ...  | 5-6 | ...  | ...  | ...  | 5-6 | 2-3 |
| Cianorte               | ... | 5–0  | 3–1 | ... | ...  | ... | 1-1 | —    | 2-6  | 3-2  | ... | ...  | 2-2  | ...  | 1-2 | ... |
| Maringá                | ... | ...  | ... | 4-8 | 1-3  | 2–1 | 7–4 | ...  | —    | ...  | ... | 4–2  | ...  | 2–0  | ... | 2–2 |
| União                  | ... | ...  | ... | 2–1 | ...  | 5–3 | 2–1 | ...  | 1–3  | —    | ... | 5–2  | 4–1  | 1–4  | ... | ... |
| Pato Branco            | 8-2 | ...  | ... | ... | ...  | ... | ... | 3–1  | 7–1  | 6–0  | —   | 3–2  | 5–3  | ...  | 5–2 | 5–2 |
| Matelândia             | ... | 7–8  | 1–6 | 5–5 | ...  | ... | 5–3 | 3–3  | ...  | ...  | ... | —    | ...  | ...  | 2–8 | 6–7 |
| São Lucas              | ... | ...  | ... | 1–4 | ...  | 3-1 | 2-1 | ...  | 7–7  | ...  | ... | 6–3  | —    | 4-2  | 2-1 | 2–2 |
| Toledo                 | ... | ...  | 2–1 | 2-2 | 1-1  | ... | 2–4 | 3–2  | ...  | ...  | 4–6 | 7–1  | ...  | —    | ... | 4–2 |
| Umuarama               | 2–2 | 3–2  | ... | 1–1 | 4–0  | 5–1 | ... | ...  | 1–0  | 3–2  | ... | ...  | ...  | 2–3  | —   | ... |
| Santa Paula            | 2–2 | 2–2  | 4–1 | ... | 2–5  | ... | ... | 5–1  | ...  | 5–1  | ... | ...  | ...  | ...  | 3–4 | —   |

| Pos | Times                    | Pts | J  | V | E | D | GP | GC | SG  | GA | Classificação               |
| --- | ------------------------ | --- | -- | - | - | - | -- | -- | --- | -- | --------------------------- |
| 1   | Cascavel                 | 22  | 10 | 6 | 4 | 0 | 34 | 22 | 12  |    | Classificados aos Play-Offs |
| 2   | Atlético Pato Branquense | 17  | 10 | 5 | 2 | 3 | 25 | 26 | -1  |    | Classificados aos Play-Offs |
| 3   | Ciagym Maringá           | 11  | 10 | 3 | 2 | 3 | 39 | 45 | -6  |    | Classificados aos Play-Offs |
| 4   | Guarapuava               | 11  | 10 | 2 | 5 | 3 | 27 | 30 | -3  |    | Classificados aos Play-Offs |
| 5   | Santa Paula              | 11  | 10 | 3 | 2 | 5 | 35 | 37 | -2  |    | Eliminados                  |
| 6   | Cianorte Futsal          | 9   | 10 | 2 | 3 | 5 | 31 | 28 | -15 |    | Eliminados                  |

|             | CAS | CIA | MAR | GUA | PAT | SPA |
| ----------- | --- | --- | --- | --- | --- | --- |
| Cascavel    | —   | 4-3 | 3–3 | 5-2 | 2-1 | 7-3 |
| Cianorte    | 2-2 | —   | 6-3 | 3–5 | 6-2 | 1-1 |
| Maringá     | 3–5 | 6-5 | —   | 7-4 | 2–3 | 8-3 |
| Guarapuava  | 0–0 | 3–3 | 4–4 | —   | 2–2 | 3-1 |
| Pato Branco | 3–3 | 4-1 | 4-2 | 2-1 | —   | 4-1 |
| Santa Paula | 2–3 | 7-1 | 8-1 | 3–3 | 6-4 | —   |

| Vitória do mandante; Vitória do visitante; Empate. |

| Pos | Times           | Pts | J  | V | E | D | GP | GC | SG  | GA | Classificação               |
| --- | --------------- | --- | -- | - | - | - | -- | -- | --- | -- | --------------------------- |
| 1   | Umuarama        | 23  | 10 | 7 | 2 | 1 | 37 | 13 | 24  |    | Classificados aos Play-Offs |
| 2   | Copagril Futsal | 19  | 10 | 6 | 2 | 2 | 35 | 21 | 14  |    | Classificados aos Play-Offs |
| 3   | Toledo Futsal   | 16  | 10 | 5 | 1 | 4 | 31 | 33 | -2  |    | Classificados aos Play-Offs |
| 4   | São Lucas       | 13  | 10 | 3 | 1 | 6 | 33 | 34 | 1   |    | Classificados aos Play-Offs |
| 5   | Costa Oeste     | 10  | 10 | 3 | 1 | 6 | 37 | 32 | 5   |    | Eliminados                  |
| 6   | União Beltrão   | 3   | 10 | 0 | 3 | 7 | 25 | 43 | -18 |    | Eliminados                  |

|                   | COP | COS | TOL | FBE | SLU | UMU |
| ----------------- | --- | --- | --- | --- | --- | --- |
| Copagril          | —   | 6-1 | 3-1 | 2–2 | 3-2 | 2–5 |
| Costa Oeste       | 1–5 | —   | 6-5 | 5-2 | 7-4 | 2–7 |
| Toledo            | 1–1 | 5-2 | —   | 6-5 | 5-3 | 2-0 |
| Francisco Beltrão | 1–5 | 8–8 | 3–5 | —   | 2–4 | 1–1 |
| São Lucas         | 4–7 | 4-3 | 5-0 | 4-1 | —   | 2–3 |
| Umuarama          | 3-0 | 9-2 | 5-1 | 3-0 | 1–1 | —   |

| Vitória do mandante; Vitória do visitante; Empate. |

|  | Quartas de final         | Quartas de final | Quartas de final | Quartas de final |   |   | Semifinais | Semifinais | Semifinais | Semifinais |  |  | Final | Final | Final | Final |
|  |                          |                  |                  |                  |   |   |            |            |            |            |  |  |       |       |       |       |
|  |                          |                  |                  |                  |   |   |            |            |            |            |  |  |       |       |       |       |
|  |                          |                  |                  |                  |   |   |            |            |            |            |  |  |       |       |       |       |
|  | Cascavel                 | 1                | 2(0)pro          |                  |   |   |            |            |            |            |  |  |       |       |       |       |
|  | Cascavel                 | 1                | 2(0)pro          |                  |   |   |            |            |            |            |  |  |       |       |       |       |
|  | São Lucas                | 2                | 1(0)pro          |                  |   |   |            |            |            |            |  |  |       |       |       |       |
|  | São Lucas                | 2                | 1(0)pro          | Cascavel         | 3 | 2 |            |            |            |            |  |  |       |       |       |       |
|  |                          |                  |                  |                  | 3 | 2 |            |            |            |            |  |  |       |       |       |       |
|  |                          | Copagril         | 2                | 0                |   |   |            |            |            |            |  |  |       |       |       |       |
|  | Ciagym Maringá           | Copagril         | 2                | 0                | 2 | 4 |            |            |            |            |  |  |       |       |       |       |
|  | Ciagym Maringá           |                  |                  |                  |   | 4 |            |            |            |            |  |  |       |       |       |       |
|  | Copagril Futsal          | 2                | 5                |                  |   |   |            |            |            |            |  |  |       |       |       |       |
|  | Copagril Futsal          | 2                | 5                | Cascavel         | 2 | 5 | 0          |            |            |            |  |  |       |       |       |       |
|  |                          |                  |                  |                  | 2 | 5 | 0          |            |            |            |  |  |       |       |       |       |
|  |                          | Umuarama         | 3                | 2                | 1 |   |            |            |            |            |  |  |       |       |       |       |
|  | Toledo Futsal            | Umuarama         | 3                | 2                | 1 | 4 | 2(1)pro    |            |            |            |  |  |       |       |       |       |
|  | Toledo Futsal            |                  |                  |                  |   | 4 | 2(1)pro    |            |            |            |  |  |       |       |       |       |
|  | Atlético Pato Branquense | 4                | 2(0)pro          |                  |   |   |            |            |            |            |  |  |       |       |       |       |
|  | Atlético Pato Branquense | 4                | 2(0)pro          | Toledo Futsal    | 4 | 3 |            |            |            |            |  |  |       |       |       |       |
|  |                          |                  |                  |                  | 4 | 3 |            |            |            |            |  |  |       |       |       |       |
|  |                          | Umuarama         | 7                | 3                |   |   |            |            |            |            |  |  |       |       |       |       |
|  | Imperium                 | Umuarama         | 7                | 3                | 2 | 1 |            |            |            |            |  |  |       |       |       |       |
|  | Imperium                 |                  |                  |                  | 2 | 1 |            |            |            |            |  |  |       |       |       |       |
|  | Umuarama Futsal          | 3                | 2                |                  |   |   |            |            |            |            |  |  |       |       |       |       |
|  | Umuarama Futsal          | 3                | 2                |                  |   |   |            |            |            |            |  |  |       |       |       |       |

| Campeonato Paranaense 2007          |
| ----------------------------------- |
| Umuarama Futsal Campeão (1º título) |